# Voiture Bidel
Pour les articles homonymes, voir Bidel.
Voiture Bidel  est le surnom donné à des voitures de chemin de fer à impériale de l'ancien réseau français Est. Ce surnom leur a été donné car leur forme et celle des fenêtres à barreaux de l'étage supérieur évoquaient les roulottes de la ménagerie Bidel de l'époque. À peu près à la même période, des voitures à impériale ouverte étaient mises en service au départ de la gare Saint-Lazare. 

## Histoire
Ces voitures à deux essieux et à impériale fermée comportaient deux séries :
- type 1882 de 9,5 m de longueur hors tampons, livrées à partir de 1883
- type 1911 de 9,8 m de longueur construites de 1911 à 1924.

Construites par les ateliers de la Compagnie de l'Est à Romilly-sur-Seine sur un châssis surbaissé de type Vidard aux extrémités en col de cygne pour supporter tampons et attelage, elles avaient une tare de 14,5 t. Les hauteurs sous plafond étaient de 1,617 mètre pour la caisse inférieure (2e classe) et de 1,695 mètre pour l'impériale (3e classe).
Au 1er janvier 1938, le parc SNCF comprenait encore 710 voitures de ce type utilisées essentiellement sur la ligne de Vincennes et parfois sur la ligne de Petite Ceinture. Les dernières unités n'ont disparu de la ligne de Vincennes qu'en 1949 ; elles firent leur dernier voyage le 30 juin 1954 sur la ligne d'Enghien à Montmorency

Voitures à impériale « Bidel »
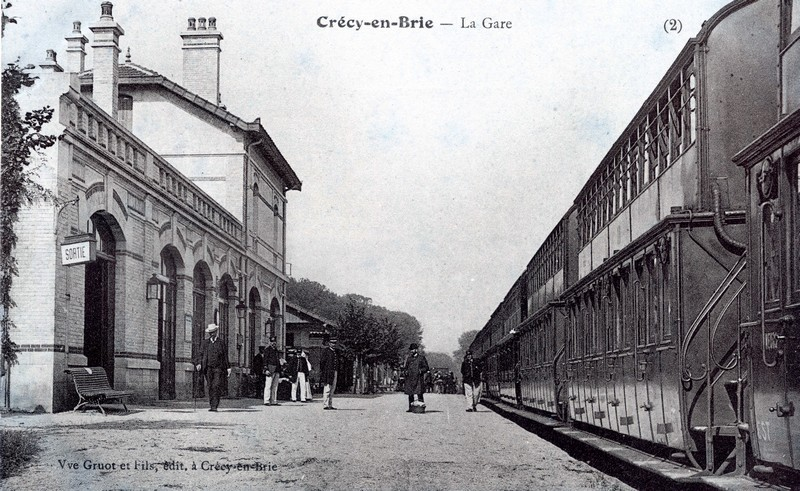
En gare de Crécy-la-Chapelle.
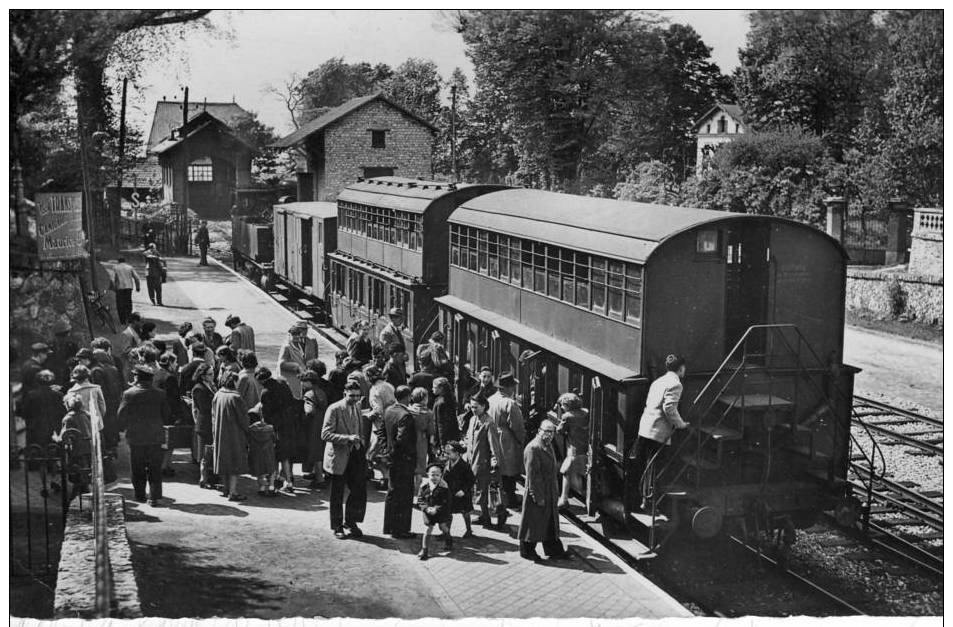
La rame du « Refoulons » composée de deux voitures Bidel en gare de Montmorency dans les années 1950.
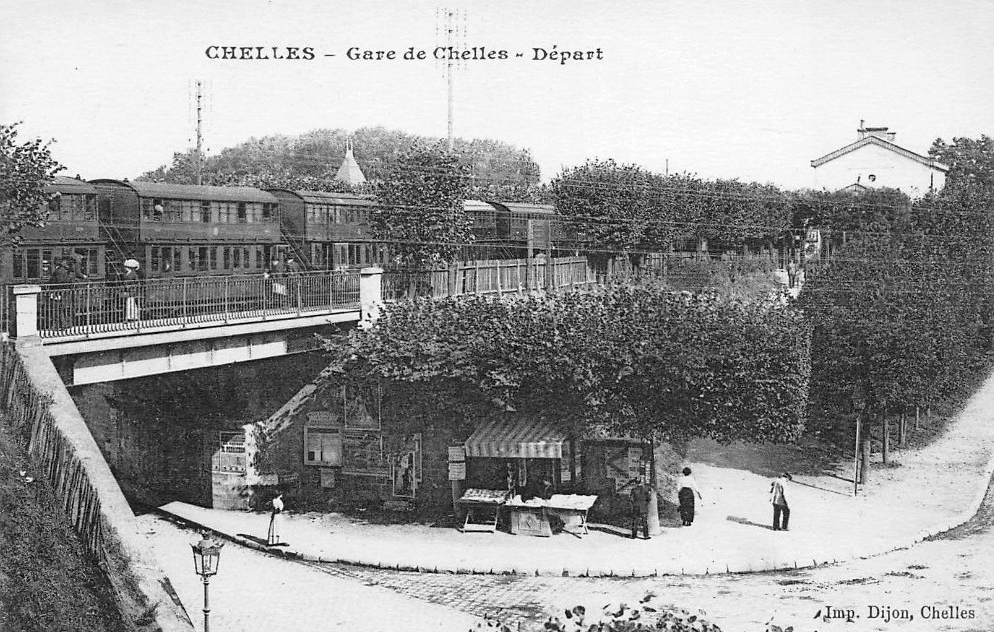
En gare de Chelles - Gournay.